# Gouvernement Aristide Briand (11)
Pour les articles homonymes, voir Gouvernement Aristide Briand.
Troisième République
Gouvernement Raymond Poincaré V Gouvernement André Tardieu I

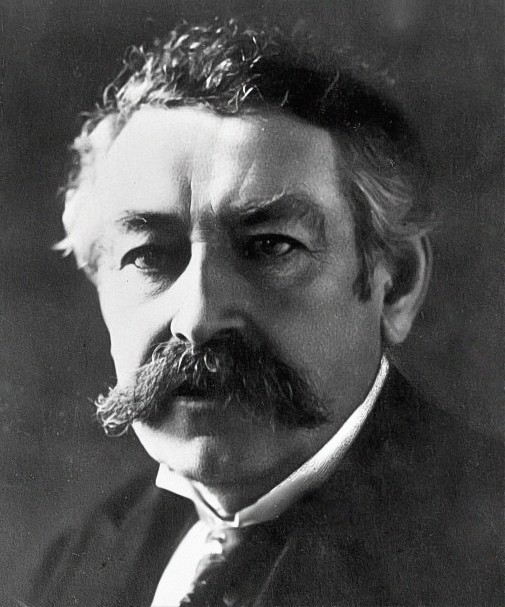
Aristide Briand

Le onzième gouvernement Aristide Briand est un gouvernement français de la Troisième République qui a duré du 29 juillet 1929 au 22 octobre 1929.

## Composition
| Portefeuille | Titulaire | Titulaire             | Parti |
| --- | --------- | --------------------- | ----- |
| Président du Conseil                                                                                                   |           | Aristide Briand       | PRS   |
| Ministres |           |                       |       |
| Ministre des Affaires étrangères                                                                                       |           | Aristide Briand       | PRS   |
| Ministre des Finances                                                                                                  |           | Henry Chéron          | AD    |
| Ministre de la Guerre                                                                                                  |           | Paul Painlevé         | PRS   |
| Ministre de la Justice                                                                                                 |           | Louis Barthou         | AD    |
| Ministre de l'Instruction publique et des Beaux-Arts                                                                   |           | Pierre Marraud        | PRRRS |
| Ministre de l'Intérieur                                                                                                |           | André Tardieu         | AD    |
| Ministre de la Marine                                                                                                  |           | Georges Leygues       | AD    |
| Ministre de l'Air |           | Laurent Eynac         | RI    |
| Ministre du Commerce et de l'Industrie                                                                                 |           | Georges Bonnefous     | FR    |
| Ministre des Travaux publics                                                                                           |           | Pierre Forgeot        | PRS   |
| Ministre de l'Agriculture                                                                                              |           | Jean Hennessy         | PRS   |
| Ministre des Colonies                                                                                                  |           | André Maginot         | AD    |
| Ministre du Travail, de l'Hygiène, de l'Assistance et des Prévoyances Sociales                                         |           | Louis Loucheur        | RI    |
| Ministre des Pensions                                                                                                  |           | Louis Antériou        | PRS   |
| Sous-secrétaires d’État                                                                                                |           |                       |       |
| Sous-secrétaire d’État au Travail, à l'Hygiène à l'Assistance et aux Prévoyances Sociales                              |           | Alfred Oberkirch      | APNA  |
| Sous-secrétaire d’État au Commerce et à l'Industrie chargé des Postes, Télégraphes et des Téléphones                   |           | Louis Germain-Martin  | RI    |
| Sous-secrétaire d’État à l'Instruction publique et aux Beaux-Arts chargé de l'enseignement technique et des Beaux-Arts |           | André François-Poncet | AD    |
| Sous-secrétaire d’État à l'Instruction publique et aux Beaux-Arts chargé de l'éducation physique                       |           | Henry Paté            | RI    |

## Politique menée
Le 5 septembre 1929, Briand a annoncé devant l'assemblée générale de la Société des Nations, au nom du gouvernement français et en accord avec Stresemann, un projet d'union européenne. L'Assemblée lui donne mandat pour présenter un Mémorandum sur l'organisation d'un régime d'union fédérale européenne (rédigé par Alexis Leger), qui ne fut pas retenu.
Le 24 octobre 1929, le krach boursier de New York a entraîné la Grande Dépression.